# Mazda3 MPS
Mazda3 MPS (MPS означає Mazda Performance Series) - спортивна модифікація хетчбека Mazda3. Представлена в 2006 році. В Північній Америці продається як Mazdaspeed3, в Японії - як Mazdaspeed Axela. Оснащується двигуном MZR 2.3 DISI Turbo об'ємом 2.3 літра, потужністю 260 к.с./191 кВт (при 5500 об / хв) і обертовим моментом 380 Нм (при 3000 об/хв). Такий самий двигун встановлюється на автомобіль Mazda6 MPS, а в дефорсуваному варіанті на Mazda CX-7.

## Mazda3 MPS (BK) (2006-2009)

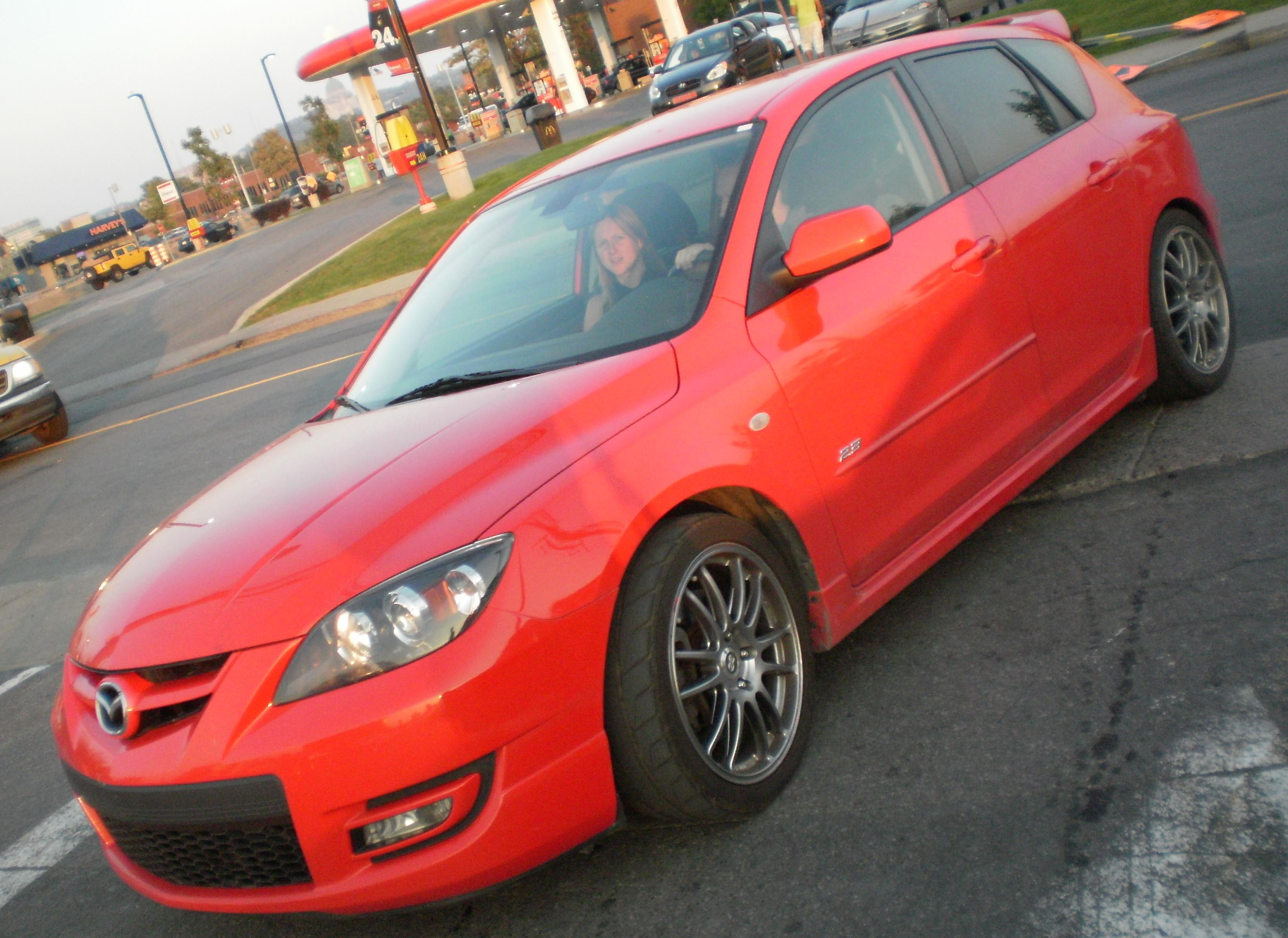
Mazda3 MPS I

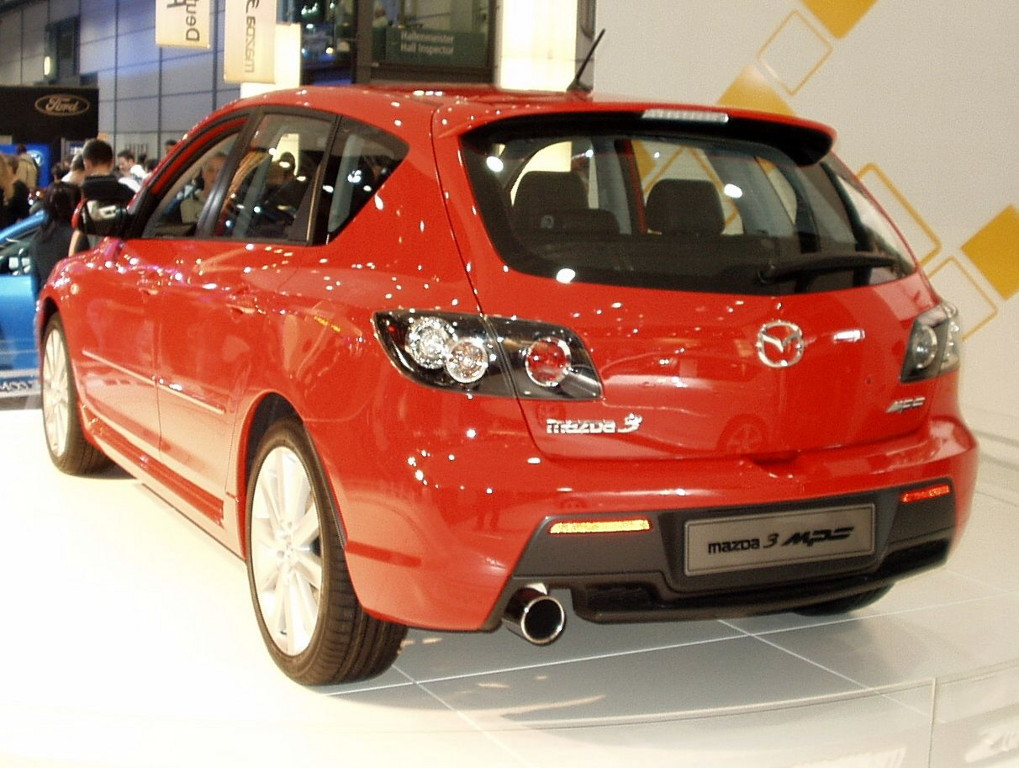
Mazda3 MPS I

Mazda3 MPS вперше була представлена на AMI в квітні 2006 року. Від Mazda6 MPS Вона отримала знайомий 2,3-літровий турбований бензиновий двигун з прямим вприском, який розвиває потужністю 260 к.с. (191 кВт) при 5500 оборотах в хвилину і максимальний крутний момент 380 Нм при 3000 оборотах на хвилину. Потужність передається за допомогою механічної шестиступенчатої коробки передач з блокуванням диференціала на передні колеса. Максимальна швидкість обмежена електронікою на позначці 250 км/год, розгін від 0 до 100 км/год 6,1 с, Mazda3 MPS є одним з найпотужніших серійних автомобілів з переднім приводом. Інші функції включають 18-дюймові легкосплавні диски, 10-спицеві легкосплавні диски, червону строчку в інтер'єрі, алюмінієві педалі, електронну систему безпеки, що складається з електронної програми стійкості (DSC), до якої входить система контролю тяги (TCS) і Brake Assist (EBA).

## Mazda3 MPS (MZR DISI Turbo) (2009-2013)

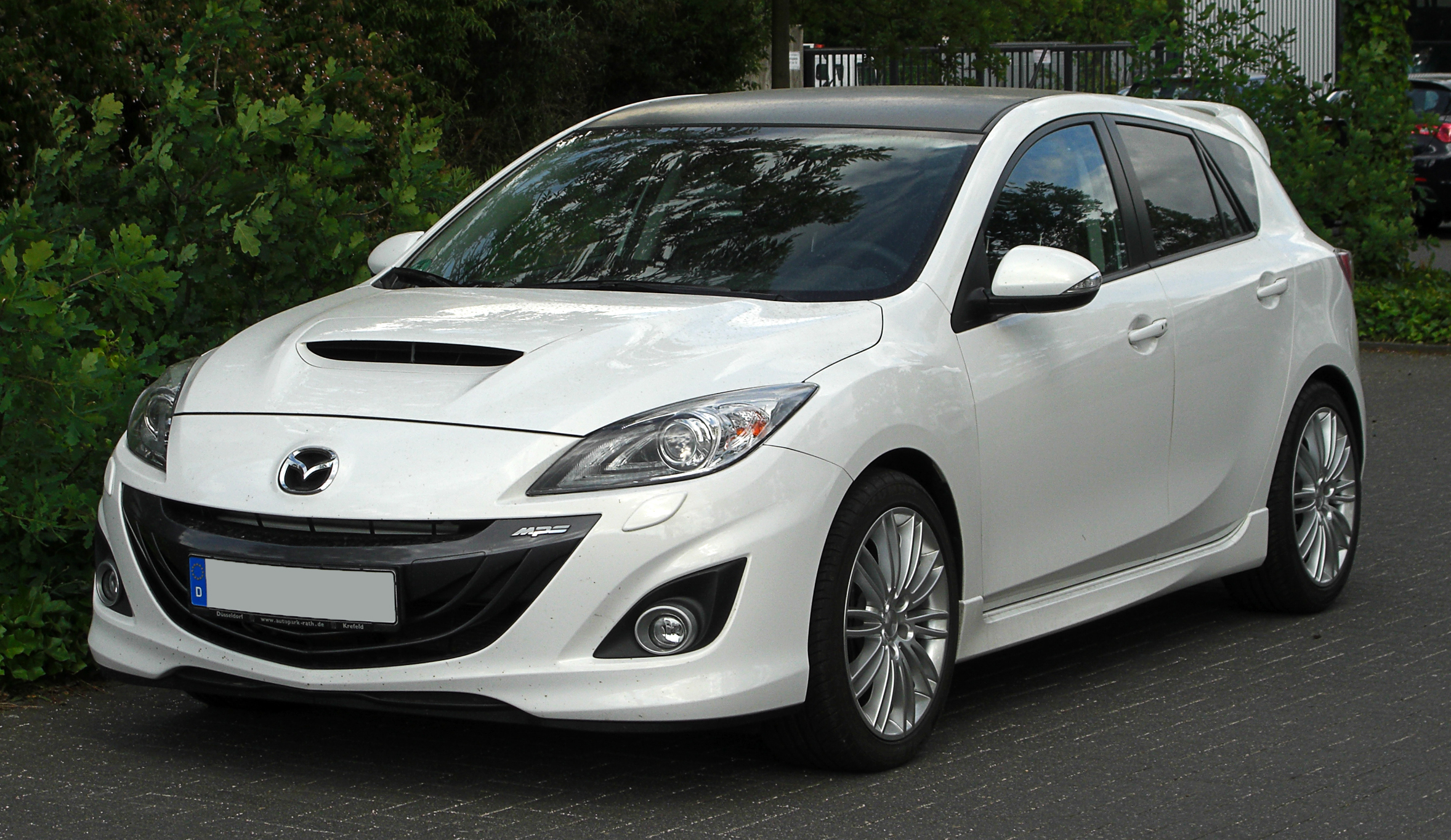
Mazda3 MPS II

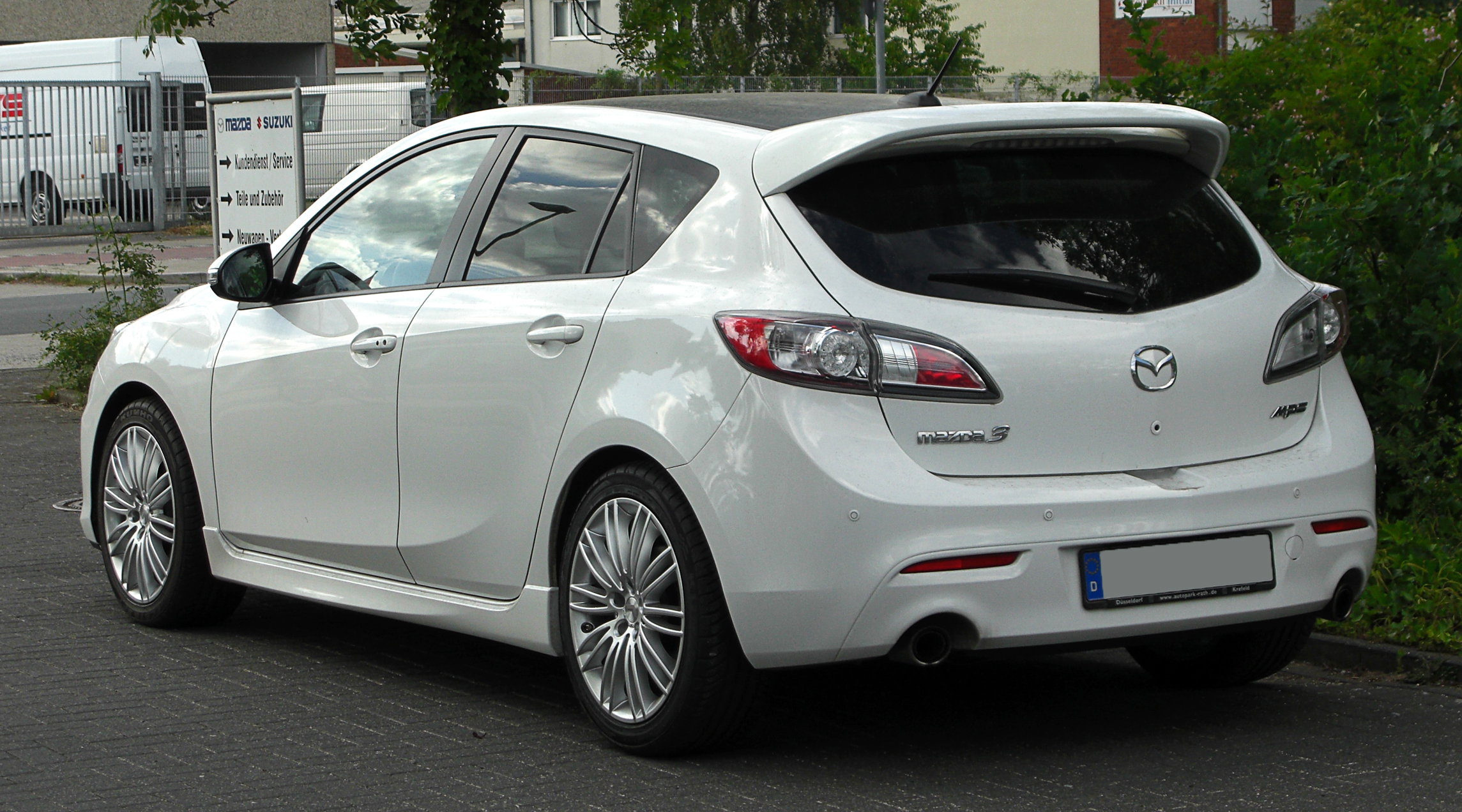
Mazda3 MPS II

Друге покоління Mazda3 MPS вперше представлене на автосалоні в Женеві в березні 2009 року.
Транспортний засіб поступив до дилерів у жовтні 2009 року. Він відповідає стандарту викидів Euro 5 і витрачає 9,6 літра бензину Super Plus на 100 кілометрів. З метою безпеки в стандартну комплектацію включений помічник зміни смугу. Як додаткове обладнання "Плюс" пакет, серед іншого, доступні бі-ксенонові фари з освітленням поворотів, вхід і запуск двигуна без ключа, система звуку Bose.
Інша додаткова опція - навігаційна система.
До бази автомобіля включено: контроль стабільності, противобуксувальну систему, антиблокувальні гальма, функцію перерозподілу потужності та допомога при екстреному гальмуванні. Про безпеку водія та пасажирів дбають передні, бічні та подушки завіси. Модель Mazda 3 MPS Luxury коштує дорожче, але і пропонує більше. Вона постачається з: функцією автоматичного затемнення дзеркала заднього виду, біксеноновими передніми фарами з адаптивною системою фронтального освітлення, передніми склоочисниками з сенсорами дощу, підсилювачем Bose, 10 динаміками та сабвуфером.

### Технічні характеристики
Розміри кузова
Довжина - 4510 мм
Ширина - 1770 мм
Висота - 1460 мм
Колісна база - 2640 мм
Вага (пуста) - 1385 кг
Двигун та трансмісія
компоновка - 4-циліндровий, рядний, бензиновий
об'єм - 2.261 см3
кількість клапанів - 16
потужність - 191 кВт. (260 к.с.) / 5.500 об/хв
макс. крутний момент 380 Нм/ 3.000 об/хв
коробка передач - 6 МКПП
Динаміка
Макс. швидкість - 250 км/год
Прискорення (0-100 км/г) - 6,1 с
Економіка та екологія
Пальне - бензин SuperPlus (АІ-98)
споживання л/100 км (в місті, на шосе, комбінація) - 13,2 / 7,5 / 9,6
вихлоп CO2 - 224 г/км
норма вихлопу - Євро-5